# Browning Pass Station
Browning Pass Station är en forskningsstation i Antarktis. Den ligger i Östantarktis. Nya Zeeland gör anspråk på området.
Terrängen runt Browning Pass Station är huvudsakligen kuperad, men åt sydväst är den platt. Browning Pass Station ligger nere i en dal. Trakten är glest befolkad. Närmaste befolkade plats är Enigma Lake Station, 10,7 kilometer söder om Browning Pass Station.